# Teatro Nacional de São Carlos
Teatro Nacional de São Carlos (TNSC, Teatr Narodowy Świętego Karola) – główny teatr operowy w Lizbonie, w Portugalii.
Budynek teatru został otwarty 30 czerwca 1793 roku przez księcia Jana, by zastąpić stary budynek Ópera do Tejo, który został zniszczony w trzęsieniu ziemi w 1755 roku według projektu architekta José da Costa e Silva.
Inauguracja odbyła się wraz z operą La Ballerina amante Domenico Cimarosy.
Teatr mieści się w zabytkowym, historycznym centrum Lizbony, w okolicach Chiado. Na tym samym placu, naprzeciwko teatru, urodził się jeden z najważniejszych postaci poezji portugalskiej, Fernando Pessoa.
W styczniu 2015, porozumienie zarządu spółki dyrektorów i sekretarza stanu kultury doprowadziło do dymisji dotychczasowego dyrektora José António Falcão, który został zastąpiony przez José Monterroso Teixeira.